# Gran sello del estado de Arizona
El gran sello del estado de Arizona se adoptó en 1674. El anillo que lo rodea porta las palabras en inglés "Great Seal of the State of Arizona" (Gran Escudo del Estado de Arizona) en la parte superior, y el año 1912 en la parte inferior, que recuerda la fecha de adhesión de Arizona a la Unión. El lema Ditat Deus (en latín: "Dios Enriquece") se encuentra en el centro del sello. Al fondo está una cadena montañosa, y detrás de sus cumbres se puede ver una puesta de sol. A la derecha de las montañas se ubican una presa y su embalse, campos irrigados y huertos. En primer plano se ve a la derecha pacer el ganado, y a la izquierda se encuentra una mina de cuarzo y un minero (George Warren) con su pico y su pala.
El sello representa los cinco elementos que antaño fueron la base de la economía de Arizona: el ganado, el algodón, el cobre, los cítricos y el clima. Aparecen de la siguiente manera: el ganado pace abajo a la derecha, los cítricos están representados por el huerto irrigado de la izquierda y el algodón está representado por los campos irrigados de la derecha; el cobre está representado por el minero de la izquierda, y el clima, que también se expresa en la flora y la fauna, está representado por una salida de sol en el desierto.

## Escudos históricos

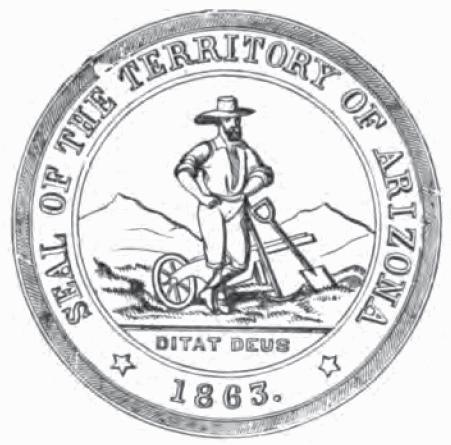
Sello original territorial.
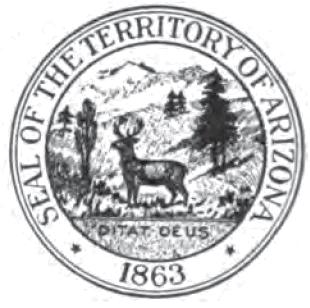
Segundo sello territorial.